# 堯仁法親王
堯仁法親王（1364年—1430年1月19日），是日本南北朝時代和室町時代的法親王，生父母是後光嚴天皇及崇賢門院，後圓融天皇的同母弟。

## 履歷
堯仁法親王師承妙法院亮仁法親王，受親王宣下後出家，法號堯仁，後敘一品法親王。同時，他在至德元年（1384年）七月到應永十九年（1412年）四月兩度擔任天台座主，到永享二年（1430年）四月去世。